# Haruth
Haruth (auch: Harud) († 15. Juli 829) soll der achte Bischof von Verden gewesen sein.
Da keiner von Haruds Vorgängern mit glaubwürdigen Quellen belegt werden kann, steht Harud vermutlich am Beginn der bischöflichen Tradition von Verden. Allerdings liegen auch für Harud nur wenige zeitgenössische Belege vor. Zum Mai 829 steht sein Name in der Teilnehmerliste einer Mainzer Synode, deren Authentizität umstritten ist. Da die Existenz des Bistums Verdens erst 849 urkundlich belegt ist, ist Harud als Missionsbischof einzuordnen. Demnach fiel besonders die Bekehrung der Einwohner in und um Verden und die Schaffung von kirchlichen Strukturen in seinen Aufgabenbereich. Laut den Fuldaer Totenannalen starb Harud noch im Jahr der Mainzer Synode, das Chronicon episcoporum Verdensium nennt den 15. Juli 829 als Datum.